# Шеньчжень Пенг Сіті
«Шеньчжень Пенг Сіті» (кит.: 深圳新鹏城) — китайський футбольний клуб з міста Шеньчжень. Команда виступає в Китайський Суперлізі.

## Історія
Після того як команда Китайської Суперліги Сичуань Гуаньчен була розформована, спортивні чиновники провінції Сичуань вирішили створити новий футбольний клуб. Його було засновано у лютому 2006 року.
24 січня 2024 року команда перебазувалась до міста Шеньчжень та змінила назву на «Шеньчжень Пенг Сіті».

## Логотип

Логотип клубу в 2006 році
Логотип клубу в 2007 році
Логотип до 2024 року